# Browallia speciosa
Browallia speciosa là loài thực vật có hoa trong họ Cà. Loài này được Hook. mô tả khoa học đầu tiên năm 1847.